# Lurdes Baeta
Lurdes Baeta (Algarve, 8 de julho de 1971) é uma jornalista e apresentadora de televisão portuguesa. Faz parte da TVI e da  CNN Portugal. Lurdes Baeta já apresentou vários programas noticiosos, entre eles o Jornal Nacional, o Jornal da Uma, o Jornal das 8 e o TVI Jornal.
Apresentou em 2020 o programa Covid-19: Consultório.
Apresentou na TVI, a rubrica "Global", de Paulo Portas, integrada no Jornal Nacional. Apresentou entre 2023 e 2024 o CNN Hoje, na CNN Portugal. Em fevereiro de 2024 regressa ao TVI Jornal de fim de semana.

## Prémios
Troféus de Televisão TV 7 Dias/Impala
| Ano  | Prémio                                | Resultado |
| ---- | ------------------------------------- | --------- |
| 2021 | Informação - Jornalista/Apresentadora | Indicado  |